# 川嶋烈
川嶋烈（かわしま つよし、1940年1月27日 - ）は日本の大蔵官僚。血液型はB型。東京都出身（父母は静岡県）。造幣局東京支局長、東北財務局長、国土庁長官官房審議官（計画・調整局担当）、交通営団理事、茨城銀行取締役頭取などを務めた。

## 略歴
- 1958年3月：東京都立戸山高等学校卒業。
- 1963年3月：東京大学法学部第2類（公法コース）卒業[2]。
- 1963年4月：大蔵省入省（関税局国際課）[2]。
- 1965年5月：近畿財務局理財部。
- 1966年6月：大臣官房財務参事官付。
- 1966年7月：国際金融局国際機構課企画係長心得[3]。
- 1968年7月：諫早税務署長。
- 1969年8月：外務省アジア局北東アジア課[4]。
- 1971年7月：主計局調査課長補佐（調査）[5]。
- 1972年6月：日中覚書貿易事務所北京駐在。
- 1973年1月：外務省在中国日本国大使館二等書記官。
- 1974年1月：外務省在中国日本国大使館一等書記官。
- 1974年7月：国際金融局投資第二課長補佐（総括・企画）[6]。
- 1976年7月：関税局国際第一課長補佐。
- 1977年7月：福岡国税局総務部長。
- 1978年7月：大阪国税局調査部長。
- 1980年6月：沖縄開発庁総務局調査金融課長。
- 1982年6月：国税庁間税部酒税課長。
- 1983年6月：近畿財務局総務部長。
- 1984年6月：理財局国有財産第二課長。
- 1985年6月：理財局国有財産第一課長。
- 1986年6月10日：造幣局東京支局長。
- 1988年6月15日：東北財務局長。
- 1989年6月23日：国土庁長官官房審議官（計画・調整局担当）。
- 1990年6月29日：大臣官房付、退官。
- 1990年7月13日：交通営団理事（〜1992年6月30日）。
- 1998年6月26日：茨城銀行取締役頭取（〜2008年6月27日）。
- 2012年4月29日：瑞宝中綬章受章。